# ガジエフ・アワウディン
ガジエフ・アワウディン（Gadzhiev Alavutdin、1982年6月23日 - ）は、ロシアの男性総合格闘家。ハバロフスク出身。SKアブソリュート・ロシア所属。元ロシア軍特殊部隊スペツナズ所属。
総合格闘家アルトゥール・ウマハノフは従兄弟。

## 来歴
2007年3月18日、初参戦となったパンクラスで金井一朗と対戦し、フック連打でTKO勝ち。
2007年5月26日、ロシアで開催されたFEFoMP主催「世界パンクラチオン大会」の84kg級トーナメントで優勝を果たした。
2008年3月26日、パンクラスで佐藤光留と対戦し、グラウンド状態での下からのパンチで佐藤を失神させ、KO勝ち。パンクラス対日本人5連勝となった。
2008年6月15日、DREAM初参戦となるDREAM.4でハレック・グレイシーと対戦し、腕ひしぎ十字固めで一本負け。当初はアレッシャンドリ・カカレコと対戦予定であったが、カカレコの欠場により対戦相手が変更となった。
2009年7月12日、CAGE FORCE & Valkyrieのメインイベントで浜中和宏と対戦するが、金網を掴む反則に加え、グラウンドでの頭部への膝蹴りを2回繰り返したため反則負けとなった。
2009年10月17日、ロシアで開催されたFEFoMP主催のパンクラチオン大会「第2回パンチリーグ」のメインイベント・パンクラチオン無差別級タイトルマッチで桜木裕司と対戦し、左フックで失神KO負けを喫した。

## 戦績
| 総合格闘技 戦績 | 総合格闘技 戦績 | 総合格闘技 戦績 | 総合格闘技 戦績 | 総合格闘技 戦績 | 総合格闘技 戦績 | 総合格闘技 戦績 |
| --------------- | --------------- | --------------- | --------------- | --------------- | --------------- | --------------- |
| 29 試合         | (T)KO           | 一本            | 判定            | その他          | 引き分け        | 無効試合        |
| 17 勝           |                 |                 |                 |                 | 0               | 0               |
| 12 敗           |                 |                 |                 |                 | 0               | 0               |

| 勝敗 | 対戦相手                 | 試合結果                           | 大会名                                                           | 開催年月日     |
| ×    | 桜木裕司                 | 1R 0:30 KO（左フック）             | FEFoMP: Impact League 2 【パンクラチオン無差別級タイトルマッチ】 | 2009年10月17日 |
| ×    | 浜中和宏                 | 3R 1:04 反則（グラウンドの膝蹴り） | CAGE FORCE & Valkyrie                                            | 2009年7月12日  |
| ○    | ウラジーミル・シェマロフ | 2R 3:00 TKO（パンチ連打）          | FEFoMP: Vladivostok Pankration Open Cup 2009                     | 2009年4月25日  |
| ×    | ハレック・グレイシー     | 1R 3:02 腕ひしぎ十字固め           | DREAM.4 ミドル級グランプリ2008 2nd ROUND                         | 2008年6月15日  |
| ○    | 佐藤光留                 | 1R 1:20 KO（パウンド）             | PANCRASE 2008 SHINING TOUR                                       | 2008年3月26日  |
| ○    | 久松勇二                 | 1R 0:41 KO（フック連打）           | PANCRASE 2008 SHINING TOUR                                       | 2008年1月30日  |
| ○    | 鳥生将大                 | 1R 0:57 TKO（マウントパンチ）      | PANCRASE 2007 RISING TOUR                                        | 2007年12月22日 |
| ×    | アレクセイ・オレイニク   | 1R 肩固め                          | Perm Regional MMA Federation: MMA Professional Cup               | 2007年11月23日 |
| ○    | イスラム・ムマゴフ       | 1R TKO（パンチ連打）               | Perm Regional MMA Federation: MMA Professional Cup               | 2007年11月23日 |
| ○    | 渡辺大介                 | 2R 0:32 負傷判定2-0                | PANCRASE 2007 RISING TOUR                                        | 2007年9月5日   |
| ○    | アンドレイ・ルダコフ     | 1R 2:36 TKO（脚の負傷）            | FEFoMP: Mayor Cup 2007 【84kg級 決勝】                           | 2007年5月26日  |
| ○    | アルマン・ガンバリャン   | 1R終了時 TKO（ドクターストップ）   | FEFoMP: Mayor Cup 2007 【84kg級 準決勝】                         | 2007年5月26日  |
| ○    | アルベルト・ペンジ       | 1R 0:10 アキレス腱固め             | FEFoMP: Mayor Cup 2007 【84kg級 1回戦】                          | 2007年5月26日  |
| ○    | 金井一朗                 | 1R 1:05 TKO（フック連打）          | PANCRASE 2007 RISING TOUR                                        | 2007年3月18日  |

## 獲得タイトル
- 世界パンクラチオン大会 84kg級 優勝（2007年）